# Motorola V360
Il Motorola V360 è un cellulare uscito nel 2005. Il display ha 262.000 colori distribuiti in uno schermo di 176x220 pixel. Per la connettività sono presenti sia il Bluetooth che l'USB. Dispone di un modem integrato.
La fotocamera/videocamera è VGA senza flash, lo zoom digitale è 4x, la risoluzione massima è 640x480.